# КМК (футбольний клуб)
Футбольний клуб Кінондомі Мунісіпал Кансил або просто ЖКТ Олджоро (англ. Kinondoni Municipal Council Football Club) — професіональний танзанійський футбольний клуб з округу Кінондоні міста Дар-ес-Салам, заснований у 2014 році. Домашні матчі проводить на «Національному стадіоні», який вміщує 60 000 глядачів. Став одним з 6-и клубів, які кваліфікувалися для участі в танзанійській Прем'єр-лізі, найпринциповіші суперники клубу — «Сімба» та «Янг Афріканс».